# Казинци, Ференц
Фе́ренц Кази́нци (венг. Kazinczy Ferenc; 27 октября 1759, Эршемьен (ныне Шимиан, жудец Бихор, Румыния) — 23 августа 1831, Сефалом) — венгерский писатель, общественный деятель, идеолог венгерского Просвещения и реформатор венгерской литературы и венгерского языка.

## Биография
Ференц Казинци родился в богатой дворянской семье, учился в Кошице, Прешове и Пеште и получил основательное и разностороннее образование в частности в области французской и немецкой литературы. Был знаком с графом Гедеоном Радаи, который разрешил Казинци пользоваться своей библиотекой.
В 1784 году Казинци получил должность нотариуса в комитате Абауй-Торна. В том же году вступил в масонскую ложу в Мишкольце под именем Орфей, которое стало впоследствии также названием выпускавшегося им с 1790 года литературно-общественного журнала. В 1786—1791 годах служил инспектором национальных школ по Кошицкому району. В это время он также работал над переводами классической литературы, которые по его мнению должны были внести вклад в словарный запас венгерского языка и способствовать его реформированию.
В 1788 году вместе со своими друзьями Давидом Бароти Сабо и Яношем Бачани Казинци приступил к изданию литературного журнала под названием «Венгерский музей» (венг. Magyar Múzeum). При императоре Леопольде II Казинци был вынужден пойти в отставку со своего поста по конфессиональным причинам, но продолжил свою литературную деятельность. Он оказал содействие Гедеону Радаи в учреждении и управлении первым венгерским драматическим обществом и занимался литературными переводами на венгерский язык. В Кошице состоялась постановка «Гамлета» в переводе Казинци.
В декабре 1794 года Казинци был обвинён в участии в заговоре Мартиновича и приговорён к смертной казни, однако затем смертный приговор был заменён на тюремное заключение. В 1801 году Казинци был оправдан. Он женился на Софии Тёрёк, дочери своего покровителя, и уединился в небольшом имении недалеко от Шаторальяуйхея.
В 1828 году Казинци принимал участие в ряде конференций по случаю учреждения Венгерской академии наук и стал её первым членом-корреспондентом. Казинци умер в 1831 году от холеры и погребён в мавзолее в Сефаломе, созданном по проекту Миклоша Ибля.